# Maquoketa Township
Die Maquoketa Township ist eine von 18 Townships im Jackson County im Osten des US-amerikanischen Bundesstaates Iowa. Das U.S. Census Bureau hat bei der Volkszählung 2020 eine Einwohnerzahl von 2958 ermittelt.

## Geografie
Die Maquoketa Township liegt im Osten von Iowa rund 40 km westlich des Mississippi, der die Grenze zu Illinois bildet. Die Grenze zu Wisconsin befindet sich rund 50 km nördlich.
Die Maquoketa Township liegt auf 42°04′36″ nördlicher Breite und 90°36′40″ westlicher Länge und erstreckt sich über 94 km². Die Township wird vom Maquoketa River durchflossen, einem rechten Nebenfluss des Mississippi.
Die Maquoketa Township liegt im Süden des Jackson County und grenzt im Süden an das Clinton County. Innerhalb des Jackson County grenzt die Maquoketa Township im Westen an die South Fork Township, im Nordwesten an die Farmers Creek Township, im Norden an die Perry Township, im Nordosten an die Jackson Township und im Osten an die Fairfield Township.

## Verkehr
Durch den Südwesten der Maquoketa Township verläuft der U.S. Highway 61. Der Iowa Highway 62 führt aus der Stadt Maquoketa als nordöstliche und der Iowa Highway 64 als östliche Ausfallstraße hinaus.  Alle weiteren Straßen sind entweder County Roads oder weiter untergeordnete und zum Teil unbefestigte Fahrwege.
Die nächstgelegenen Flugplätze sind der Maquoketa Municipal Airport (rund 7 km westlich der Township), der Dubuque Regional Airport (rund 40 km nördlich) und der Clinton Municipal Airport (rund 50 km südöstlich). Der nächstgelegene größere Flughafen ist der rund 75 km südlich gelegene Quad City International Airport.

## Bevölkerung
Bei der Volkszählung im Jahr 2010 hatte die Township 3100 Einwohner. Neben Streubesiedlung existiert in der Maquoketa Township folgende Siedlungen:
- Bridgeport (Unincorporated Community)
- Maquoketa1 (City)

1 – teilweise in der South Fork Township